# دراج کوه کامرون
دراج کوه کامرون (نام علمی: Francolinus camerunensis) نام یک گونه از سرده دراج است.